# Geil, das peinliche Foto stellen wir online!
Geil, das peinliche Foto stellen wir online! ist ein Jugendroman von Florian Buschendorff, der auch als Schullektüre für die Mittelstufe verwendet wird. Der Roman erschien im Oktober 2010 beim Verlag an der Ruhr in der Reihe K.L.A.R. Taschenbücher.

## Thema
Der Roman befasst sich mit der Problematik von Cybermobbing unter Schülern. Anhand von Cybermobbingvorfällen innerhalb einer neunten Klasse wird gezeigt, welche Motive dem Cybermobbing zugrunde liegen und welche Reaktionen Cybermobbing bei Opfern hervorrufen kann.

## Inhalt
Josi ist erst seit einem Vierteljahr in der Gesamtschule, ihre alte Schule musste sie verlassen. 
In ihrer neuen Klasse ist Josi eine Außenseiterin. Nur zu Antonia verbindet sie eine ehemalige Freundschaft: Die 7. Klasse haben sie beide vor zwei Jahren gemeinsam auf der alten Schule besucht. Josi hat ein schwach ausgeprägtes Selbstwertgefühl. Sie fühlt sich dick und unattraktiv. So wird sie zur Zielscheibe für Mobbingattacken, vor allem über neue Medien (Handy, Internet). Hieran wirken viele Schüler der Klasse auf unterschiedliche Weise und unabhängig voneinander mit. Schließlich ufern die Angriffe aus: Josi zu cybermobben wird zu einer beliebten Freizeitbeschäftigung für Schüler der ganzen Schule.
Die Handlung des Romans beginnt in der Nacht. Josi erwacht aus einem Albtraum, in dem sie negative Erfahrungen aus der Schule verarbeitet. Sie erhält einen Drohanruf über ihr Handy. Dieses muss sie nachts eingeschaltet lassen, weil ihre Mutter, die auf einer längeren Dienstreise ist, darauf Wert legt. Da Josi ahnt, dass die Bedrohungen aus der Klasse kommen, täuscht sie ihrem Vater Krankheit vor und bleibt ein paar Tage zu Hause.
In der Zwischenzeit wird auf Antonias Geburtstagsfeier, bei der fast die ganze Klasse anwesend ist, ein Video gemacht, bei dem Jessica die nicht anwesende Josi durch einen „Ententanz“ karikiert. Das Video wird ins Internet gestellt und Josi wird ein Link geschickt.
Später werden unter Josis Namen auch Profile bei sozialen Netzwerken angelegt, auf denen sie als obszön dargestellt wird. Sie erhält beleidigende SMS und Nachrichten in ihrem eigenen Profil.
Antonia, die in der Klasse beliebt ist, stellt sich immer mehr auf die Seite von Josi. Ebenso Till, der in Antonia verliebt ist. Auch Till und Antonia erhalten E-Mails, die sie gegeneinander ausspielen sollen.
Herr Steiner, der Mathematik- und Klassenlehrer, ist zwar bemüht, etwas gegen das Mobbing in seiner Klasse zu unternehmen, jedoch ist er weder mit den neuen Medien vertraut noch kann er die sozialen Konflikte, die dadurch in der Klasse entstehen, richtig einschätzen. Letztlich ist er aufgrund dieser Schwächen völlig hilflos und handlungsunfähig und wird von den Schülern diesbezüglich belächelt.
Die Angriffe gegen Josi eskalieren, als sie von Unbekannten in eine Falle gelockt wird. Unter dem Vorwand einer Besprechung mit Antonia und Till soll sie morgens in ein leeres Klassenzimmer kommen. Beim Öffnen der Tür erwischt sie ein über der Tür aufgestellter Eimer mit altem Tafelwasser. Der Vorfall wird von außen gefilmt und ins Internet gestellt.
Josi rennt daraufhin zum Bahnhof, entschlossen, sich vor einen einfahrenden Zug zu werfen. Eine aufmerksame Bahnmitarbeiterin hält sie davon ab und ruft die Polizei.
Dem Polizisten Herrn Schneider vertraut Josi ihren ganzen Leidensweg an. Nach Gesprächen mit den Eltern und auch mit Antonia und Till nimmt sich Herr Schneider der Sache an und besucht die Klasse. In einem eindrucksvollen Vortrag erklärt er den Schülern die Schwere ihrer Taten und bringt schließlich einzelne Täter dazu, sich zu stellen, um einer Strafanzeige zu entgehen. Hierdurch schafft er bei den Tätern auch die Basis für eine Einsicht in ihre Schuld.

## Erzählweise
Der Roman wird aus zwei Perspektiven erzählt: zum einen aus der Perspektive von Josi, zum anderen aus der von Till. Der Perspektivwechsel vollzieht sich kapitelweise.
Durch die personale Perspektive beider Hauptfiguren wird dem Leser sowohl das Innenleben des Opfers (Josi) als auch eines Außenstehenden (Till) nahegebracht.
Als Mittel der Erzeugung von Spannung werden an Kapitelenden häufig Cliffhanger eingesetzt. Ferner besitzt der Roman Elemente des Kriminalromans: Die Täter (Angreifer von Josi) bleiben zunächst unbekannt; nach und nach werden Verdächtige eingeführt; am Schluss wird die Tat aufgeklärt.

## Hintergrund
Der Autor Florian Buschendorff sagt über die Entstehung des Buches: „Die Geschichte und die Figuren sind frei erfunden, sie setzt sich natürlich aber aus vielen Realitätssplittern zusammen.“

## Ausgaben
- Florian Buschendorff: Geil, das peinliche Foto stellen wir online. Verlag an der Ruhr, Mülheim/Ruhr 2010, ISBN 978-3-8346-0730-0